# Halmaj
Halmaj é um município da Hungria, situado no condado de Borsod-Abaúj-Zemplén. Tem 12,6 km² de área e sua população em 2015 foi estimada em 1.799 habitantes.